# Gente di Roma
Pour plus de détails, voir Fiche technique et Distribution.
Gente di Roma est à la fois un film documentaire et de comédie italien réalisé en 2003 par Ettore Scola.

## Synopsis
Ettore Scola nous propose une promenade au cœur de la Ville Éternelle… En bus, du lever du jour (avec les balayeurs) jusqu’à la nuit, se déroulent de petites scènes de la vie quotidienne.

## Fiche technique
- Titre original : Gente di Roma
- Titre français : Gente di Roma
- Réalisateur : Ettore Scola
- Scénario : Ettore Scola assisté de Paola Scola et Silvia Scola
- Décors : Ezio Di Monte et Luciano Ricceri
- Costumes : Susanna Soro
- Image : Franco Di Giacomo
- Montage : Raimondo Crociani
- Musique originale : Armando Trovajoli
- Producteur exécutif : Riccardo Caneva
- Distributeurs : Océan Films (France), Istituto Luce (Italie)
- Durée : 100 min
- Format : Couleur
- Dates de sortie :
  - Italie : 31 octobre 2003
  - France : 7 avril 2004

## Distribution
- Giorgio Colangeli
- Antonello Fassari
- Fabio Ferrari
- Fiorenzo Fiorentini
- Arnoldo Foà
- Sabrina Impacciatore
- Salvatore Marino
- Valerio Mastandrea : l’homme du bus
- Rolando Ravello
- Stefania Sandrelli : elle-même
- Nanni Moretti : lui-même
- Edoardo Leo

## Autour du film
Gente di Roma a été reconnu d’intérêt culturel national par la Direction Générale du Cinéma (Ministère du Patrimoine et de la culture italienne), selon la décision ministérielle 4 février 2003.
Le film fut présenté au Festival du film italien d'Annecy le 4 octobre 2003.